# Ana Lenchantin
Ana Lenchantin, é uma violoncelista americana de origem argentina que se tornou conhecida por aparições frequentes ao lado de bandas de rock americanas, como Train, Into the Presence, The Eels, Gnarls Barkley, No Doubt, Love, A Perfect Circle, Nine Inch Nails, Queens of the Stone Age, 30 Seconds to Mars, Brian Wilson, Billy Corgan, Billy Howerdel, Glenn Hughes, Jenny Lewis, Melissa Auf der Maur, Damien Rice, Kerli, Lenka e muitas outras.
Ela excursionou com Eelss no ano de 2005 na turnê "Eels with Strings" e também aparece em Eels with Strings: Live at Town Hall. Além disso, Ana Lenchantin fez inúmeras aparições na televisão durante a noite em programas como: Late Night with Conan O'Brien, The Tonight Show with Jay Leno, Late Show with David Letterman, Last Call with Carson Daly, The Late Late Show with Craig Ferguson e Later... with Jools Holland, na Inglaterra.
Ela é irmã de Paz Lenchantin e Luciano Lenchantin que morreu no ano de 2003. Colaborou com o curta "O grupo de Paz Zwan", e foi escalada para contribuir para a encarnação acústica de Zwan, conhecido como "O Djali Zwan".
Vale destacar também que, ela aparece no 1º episódio da 6 ª temporada da série House MD chamado "Broken". Na série ela interpretou uma menina que não falava há 10 anos. http://www.imdb.com/title/tt1462220/fullcredits?ref_=tt_cl_sm#cast

## Ligações Externas
- Ana Lenchantin no Myspace
- Ana Lenchantin no Myspace